# Alberto Gerchunoff

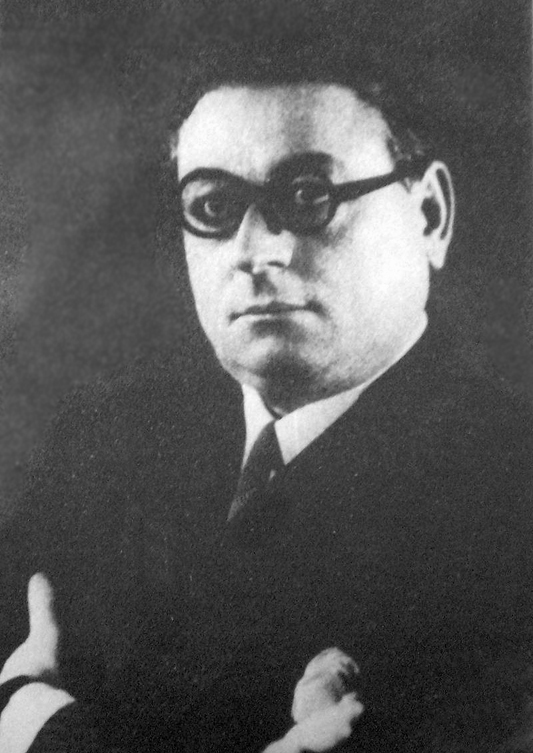
Alberto Gerchunoff

Alberto Gerchunoff (* 1. Januar 1883 in Proskurow (Russisches Kaiserreich); † 2. März 1950 in Buenos Aires) war ein argentinischer Journalist und Schriftsteller russischer Herkunft.

## Leben
Gerchunoff stammte aus einer jüdischen Familie, die 1889 auf Grund von Pogromen nach Argentinien auswanderte. Sie ließ sich in Moisés Ville (Provinz Santa Fe) nieder, wo sein Vater Gerson ben Abraham am 12. Februar 1891 von einem Gaucho ermordet wurde.
Noch im selben Jahr ließ sich die Familie in Rajil (Provinz Entre Ríos) nieder. Diese Ortschaft war von der Jewish Colonization Association (JCA) unter dem Philanthropen Baron Maurice de Hirsch gegründet worden, um Juden (meistenteils aus Europa) einen Zufluchtsort vor Verfolgung zu bieten. Mit seinem Roman Jüdische Gauchos hat Gerchunoff diesem Siedlungsprojekt ein literarisches Denkmal gesetzt.
Später ließ sich Gerchunoff in Buenos Aires nieder und arbeitete dort hauptsächlich als Journalist für die Tageszeitung „La Nación“. Daneben entstand mit den Jahren auch ein beachtenswertes literarisches Werk.
Acht Wochen nach seinem 67. Geburtstag starb Alberto Gerchunoff am 2. März 1950 in Buenos Aires und fand dort auch seine letzte Ruhestätte.

## Werke (Auswahl)
- Los amores de Baruch Spinoza
- Enrique Heine. El poeta de nuestra intimidad
- Entre Ríos, mi país
- Los gauchos judíos
- El hombre importante
- El hombre que habló en la Sorbona
- Imágenes del país
- La jofaina maravillosa
- La Lechuza
- El Pino y La Palmera

## Übersetzungen ins Deutsche
- Alberto Gerchunoff: Jüdische Gauchos. Mit einem Gespräch mit Jorge Luis Borges. Hrsg.: Liliana Ruth Feierstein (= Jüdische Spuren. Nr. 1). Hentrich & Hentrich, Berlin 2010, ISBN 978-3-942271-08-0 (spanisch: Los gauchos judíos. Übersetzt von Stefan Degenkolbe).